# Emmanuel Forbes
Emmanuel Forbes Jr. (Grenada, 13 gennaio 2001) è un giocatore di football americano statunitense che milita nel ruolo di cornerback per i Washington Commanders della National Football League (NFL).

## Carriera universitaria
Nella sua prima stagione a Mississippi State nel 2020, Forbes disputò tutte le 11 partite, di cui 9 come titolare, con 45 tackle e 5 intercetti, 3 dei quali ritornati in touchdown. Nel 2021 partì come titolare in tutte le 13 partite, con 59 placcaggi e 3 intercetti. Nel 2022 rimase titolare e a fine stagione fu premiato come All-American.

## Carriera professionistica
Forbes era considerato dagli analisti uno dei migliori cornerback selezionabili nel Draft NFL 2023 e una scelta del primo giro. Il 27 aprile fu scelto come sedicesimo assoluto dai Washington Commanders. Debuttò come professionista partendo come titolare nella gara del primo turno vinta contro gli Arizona Cardinals mettendo a segno 3 placcaggi e un passaggio deviato. La settimana successiva fece registrare il suo primo intercetto ai danni di Russell Wilson nella vittoria sui Denver Broncos. Nel decimo turno Forbes fu espulso nel primo tempo per uno scontro casco contro casco con Tyler Lockett dei Seattle Seahawks. La sua stagione da rookie si chiuse con 38 placcaggi, un intercetto e 11 passaggi deviati in 14 presenze, 6 delle quali come titolare.